# フェローシップ・ディコンリー福音教団
フェローシップ・ディコンリー福音教団（フェローシップ・ディコンリーふくいんきょうだん）はプロテスタントのルーテル教会系の15教会による団体。

## 信条
使徒信条、ニケヤ信条、アタナシウス信条、アウクスブルク信仰告白、ルターの小教理問答、アウクスブルク信仰告白弁証論、シュマルカルド条項、和協信条などを受け入れている。

## 沿革
19世紀のドイツで霊的覚醒運動の中で、ドイツ奉仕女姉妹会の活動の一環として、1909年マールブルク・ミッション(マールブルク伝道会)が設立された。この団体は海外伝道、中国伝道に携わっていた。
しかし、1949年の中国の共産革命により中華人民共和国が成立すると、宣教師が国外追放されたので、日本伝道が開始された。
ドイツのマーブルク・ミッションから、最初の日本派遣宣教師K・ブルンナーが1951年に派遣される。その後、アメリカのリバティー・コーナー・ミッションも加わり、ドイツとアメリカの宣教師によって伝道が進められた。
兵庫県西宮市に最初の教会を設立して、神戸、香川県、大阪、東京に伝道を進めていった。
1977年にアメリカのミネソタ州ミネアポリスに日本人宣教のために宣教師を派遣した。
1979年、開拓した6教会で、教団を設立した。教団名は、ドイツの宣教師を派遣しているミッションの母体のDGD(ドイツ奉仕女姉妹会)に由来している。
1985年神戸に「母の家べテル」が宗教法人を取得、1998年日本人教職のための組織、キリスト宣教会が法人を取得した。